# Tournan
Tournan é uma comuna francesa na região administrativa de Occitânia, no departamento de Gers. Estende-se por uma área de 12,56 km². Em 2010 a comuna tinha 184 habitantes (densidade: 14,6 hab./km²).